# Trentepohlia

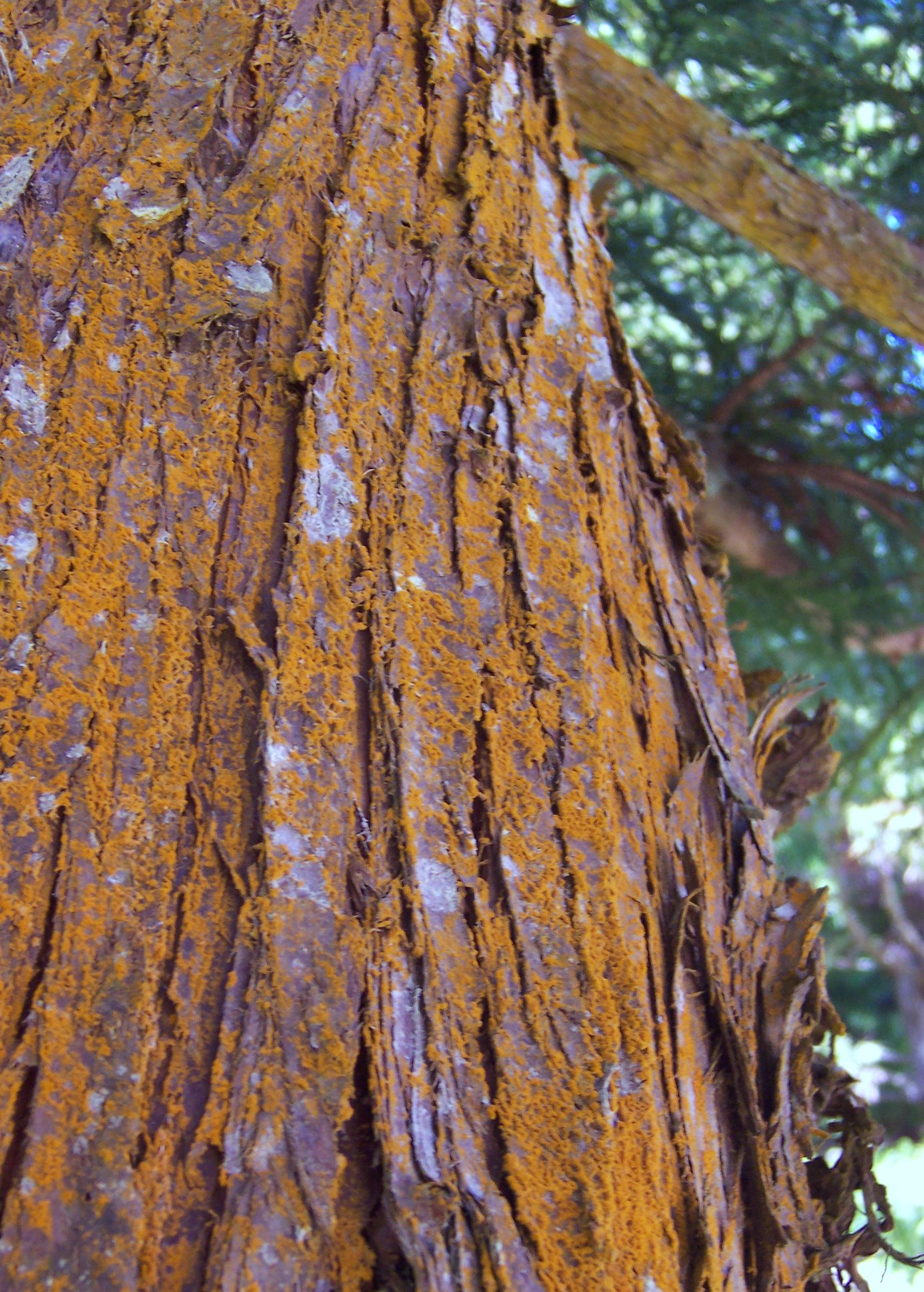
Trentepohlia sp. sobre l'escorça de Cryptomeria japonica

Trentepohlia és un gènere d'algues verdes clorofítiques filamentoses de la família Trentepohliaceae, que viuen lliures en suports terrestres com ara troncs d'arbres i roques humides o simbiòticament en líquens. Els filaments de Trentepohlia tenen un fort color taronja causada per la presència de grans quantitats de pigments carotenoides que emmascaren el verd de la clorofil·la.